# لالي مولدور
لالي مولدور (بالتركية: Lale Müldür)‏ (ولدت في عام 1956 في مدينة أيدين) شاعرة تركية وكاتبة.
أنهت لالي مولدور تعليمها الثانوي في كلية روبرت الثانوية. ثم ذهبت لالي مولدور إلى فلورنسا وإيطاليا كمنحة شعرية. وحينما عادت إلى تركيا واصلت تعليمها بأقسام الإلكترونيات والإقتصاد بجامعة الشرق الأوسط الفنية لمدة عام واحد. وذهبت لالي مولدور إلى إنجلترا في عام 1977 وحصلت على البكالوريوس من قسم الإقتصاد بجامعة مانشستر ثم حصلت على درجة الماجستير من قسم علم الإجتماع الأدبي بجامعة إسكس. وفي عام 1983 تزوجت لالي مولدور بالرسام البلجيكي باتريك جاكار ثم ذهبت إلى بروكسل. وخلال أعوام 1983 – 1986 عاشت هناك في البروكسل. ثم عادت إلى تركيا في عام 1986.
نشرت لالي مولدور أول أشعارها في عام 1980 في مجلات «الكتابة والإنسان الجديد». ونشرت لالي مولدور أيضاً العديد من أشعارها ومقالاتها في العديد من المجلات مثل «المظاهرة، والكتاب، وحصان الشعر، والزبد البنفسجي، والإتجاهات والخريف». كما أنها قد طبعت بعض أشعارها وإستُخدمت في الأفلام.
نشرت لالي مولدور مختارة من قصائدها في دبلن بعنوان «الموسيقى المائية» (الشعر الإيرلندي، عام 1998). أما الأشعار التي كتبتها حول صور كوليت ديبلي الرسام الفرنسي فقد نشرتها باللغة الفرنسية بعنوان «هكذا تقول فتاة المطر» عن المعهد الفرنسي.
وكتبت لالي مولدور لفترة ما في صحيفة راديكال. وقد مثلت تركيا في العديد من المؤتمرات في خارج الوطن. وهناك أشعار تعد واحدة من أحجار الزاوية في الشعر التركي والمؤسسة على مراجع ومفاهيم على مستوى الثقافات المختلفة والمدعمة للغاية إما على مستوى الصورة إما على مستوى العرض إما على مستوى الربط وذلك من خلال ترابط الغناء في الشعر التركي.
وقد ترجم مجمع اللغة الفرنسية كتاب لالي مولدور بعنوان «ديوان اللغات التركية» إلى اللغة الفرنسية حيث أنها كتبته في عام 1998. ولا يزالد يصُدر عن العديد من دار النشر الأجنبية. ويواصل الآن ترجمة الكتاب الشعري للشاعرة لالي مولدور والذي نشرته في نيويورك. وتُرجمت بعض قصائدها إلى اللغة العبرية في إسرائيل.
وقد أخُذ العنوان البينالي لإسطنبول الثالث عشر من كتاب المقالات للشاعرة بعنوان «هل أنا يا أمي من البربر ؟».

## أعمالها

### الشعر
•	العاصفة البعيدة (عام 1988)
•	فويجير الثاني (سويا مع أحمد جونتان، عام 1990)
•	كتب مسلسلة (عام 1991)
•	الكتب الشمالية (عام 1992)
•	بخور مريم (عام 1993)
•	ديوان اللغات التركية (عام 1998)
•	ساعات \ الغزال (عام 2001)
•	موجات فوق الصوتية في أولترازون (عام 2006)
•	كسوف الشمس عام 1999 (عام 2008)
•	المدينة وليكيور البطيخ (سوياً مع سيحان أوزدمار، عام 2009)
•	إسطنبول السوداء (yky - عام 2011)

## المقالات
•	هل أنا من البربر يا أمي؟ (مسار – عام 1998)
•	هالر ليلى (عام 2006)

## الرواية
•	بيزنطة، دار نشر يابي كردي، عام 2007. ISBN 978-975-08-1188-3